# باقرلو
باقرلو یک روستا در ایران است که در دهستان آزادلو واقع شده‌است. باقرلو ۷۸ نفر جمعیت دارد.